# العلاقات الأسترالية الغيانية
العلاقات الأسترالية الغيانية هي العلاقات الثنائية التي تجمع بين أستراليا وغيانا.

## مقارنة بين البلدين
هذه مقارنة عامة ومرجعية للدولتين:
| وجه المقارنة                                              | أستراليا                                   | غيانا        |
| --------------------------------------------------------- | ------------------------------------------ | ------------ |
| المساحة (كم2)                                             | 7.69 مليون                                 | 214.97 ألف   |
| عدد السكان (نسمة)                                         | 24.51 مليون                                | 777.86 ألف   |
| الكثافة السكانية (ن./كم²)                                 | 3.19                                       | 3.62         |
| العاصمة                                                   | كانبرا، ملبورن                             | جورج تاون    |
| اللغة الرسمية                                             | لغة إنجليزية                               | لغة إنجليزية |
| العملة                                                    | دولار أسترالي، جنيه إسترليني، جنيه أسترالي | دولار غياني  |
| الناتج المحلي الإجمالي (بليون دولار)                      | 1.32 تريليون                               | 3.68 مليار   |
| الناتج المحلي الإجمالي (تعادل القوة الشرائية) بليون دولار | 1.10 تريليون                               | 5.77 مليار   |
| الناتج المحلي الإجمالي الاسمي للفرد دولار أمريكي          | 56.31 ألف                                  | 4.13 ألف     |
| الناتج المحلي الإجمالي للفرد دولار أمريكي                 | 45.92 ألف                                  |              |
| مؤشر التنمية البشرية                                      | 0.939                                      |              |
| رمز المكالمات الدولي                                      | +61                                        | +592         |
| رمز الإنترنت                                              | .au                                        | .gy          |
| المنطقة الزمنية                                           |                                            | 00           |

## منظمات دولية مشتركة
يشترك البلدان في عضوية مجموعة من المنظمات الدولية، منها:
| علم المنظمة | اسم المنظمة                               | تاريخ انضمام أستراليا | تاريخ انضمام غيانا |
| ----------- | ----------------------------------------- | --------------------- | ------------------ |
|             | يونسكو                                    | 4 نوفمبر 1946         | 21 مارس 1967       |
|             | مؤسسة التمويل الدولية                     | 20 يوليو 1956         | 4 يناير 1967       |
|             | المركز الدولي لتسوية المنازعات الاستشارية | 1 يونيو 1991          | 10 أغسطس 1969      |
|             | منظمة حظر الأسلحة الكيميائية              | ?                     | ?                  |
|             | مؤسسة التنمية الدولية                     | 24 سبتمبر 1960        | 4 يناير 1967       |
|             | منظمة التجارة العالمية                    | ?                     | ?                  |
|             | وكالة ضمان الاستثمار متعدد الأطراف        | 10 فبراير 1999        | 18 يناير 1989      |
|             | الاتحاد البريدي العالمي                   | ?                     | ?                  |
|             | الاتحاد الدولي للاتصالات                  | 27 مايو 1878          | 8 مارس 1967        |
|             | منظمة الشرطة الجنائية الدولية             | ?                     | ?                  |
|             | الأمم المتحدة                             | 1 نوفمبر 1945         | 20 سبتمبر 1966     |
|             | البنك الدولي للإنشاء والتعمير             | 5 أغسطس 1947          | 26 سبتمبر 1966     |
|             | دول الكومنولث                             | ?                     | ?                  |

## وصلات خارجية
- موقع وزارة الخارجية الأسترالية
- موقع وزارة الخارجية الغيانية